# تانيا خيلاني
تانيا خيلاني هي ناشطة عراقية. شغلت منصب عضو في البرلمان العراقي خلال الفترة من (2006–2010).

## سيرتها
تانيا كلي خيلاني مواليد كردستان العراق. حاصلة على بكالوريوس العلوم السياسية من جامعة كارلتون في كندا. ساهمت أيضاً في تأسيس وإدارة "سيد فاونديشن" والتي تهدف لتوفير فرص تعليمية بالمدارس الداخلية للطلبة المحرومين من التعليم بسبب العنف. دعت لتكافؤ الفرص مع الرجل، وضغطت بشكل رئيسي مع برلمانيين أخرين لتشريع حصة 25 في المائة للنساء في مجالس المحافظات العراقية، وشاركت في تشكيل "منهج السلام" الذي جمع بين أحزاب حكومية ومعارضة عراقية عام 2010.